# Merluccius gayi peruanus

Distribució geogràfica (en vermell)

Merluccius gayi peruanus és una subespècie de peix pertanyent a la família dels merlúccids.

## Descripció
- Els adults poden arribar a fer 68 cm de llargària màxima (normalment, en fa 50) i la femella 115.
- És argentat al dors i argentat blanquinós al ventre.
- 1 espina i 45-54 radis tous a l'aleta dorsal i cap espina i 36-42 radis tous a l'anal.
- Les vores de l'aleta caudal són normalment còncaves.
- Es diferencia de Merluccius gayi gayi per la longitud relativa del cap i pel nombre de total de vèrtebres i branquiespines.[2][3]

## Hàbitat
És un peix marí, batidemersal i oceanòdrom que viu entre 50 i 500 m de fondària (4°S-14°S) des de les aigües poc fondes de la plataforma continental fins al talús continental superior. Es troba al Pacífic sud-oriental: el Perú (des de la Província de Paita fins a Huarmey).

## Observacions
És inofensiu per als humans, la seua esperança de vida és de 13 anys i es comercialitza fresc, congelat i per a elaborar farina de peix.